# Майский гриб
Майский гриб, или гео́ргиев гриб, или рядовка майская, или кало́цибе майская (лат. Calócybe gambósa) — съедобный гриб семейства Лиофилловые (Lyophyllaceae).
Научные синонимы:
- Agaricus gambosus Fr., 1821 basionym
- Calocybe georgii var. gambosa (Fr.) Kalamees, 1994
- Tricholoma gambosum (Fr.) P. Kumm., 1871
- Lyophyllum gambosum (Fr.) Singer, 1943

## Описание
Шляпка 4—6 см в диаметре, плоско-выпуклая, горбовидная, затем полураспростертая, слегка хлопьевидно-волокнистая, сначала кремоватая, затем белая. У старых плодовых тел шляпка может приобретать охряный оттенок.
Мякоть белая, толстая, плотная, обладает вкусом и запахом свежей муки.
Пластинки узкие, частые, приросшие, беловатые, потом кремовые или светло-охряные, 5—10 мм шириной, частые и тонкие, около ножки обычно приросшие.
Ножка цилиндрическая, 40—90 мм длиной и 15—35 мм толщиной, книзу суженная или расширенная, беловатая, слегка желтеющая, у основания часто охряная или ржаво-охряная.

## Экологияи распространение
Произрастает в европейской части России в лесах, на лугах, пастбищах.
Сезон: с конца апреля по июль.